# Фрегаты типа «Годавари»
Фрегаты типа «Годавари» (в прошлом «Тип 16») — серия из трёх фрегатов ВМС Индии. Первый крупный индийский корабль собственной разработки. Является модификацией фрегатов типа «Нилгири», имеет больший по размерам корпус, более современное вооружение, значительное количество (до 72 %) местных комплектующих.
Головной корабль серии F20 «Годавари» и оба последующих корабля, F22 «Ганга» и F21 «Гомати», названы по имени индийских рек Годавари, Ганг и Гомати. Все три корабля в настоящее время (конец 2013 г.) находятся в составе ВМС Индии.
На кораблях установлено электронное оборудование производства Индии, России и западных стран. F21 «Гомати» стал первым кораблём ВМС Индии, где установлены боевые информационно-управляющие системы на основе цифровой электроники.

## История
Концепция кораблей типа «Годавари» возникла в результате обобщения опыта Индо-пакистанской войны 1971 года. ВМС Индии потребовался корабль, приспособленный к специфическим местным условиям и оснащённый вооружением собственного производства в сочетании с советским и западноевропейским вооружением.
Одним из требований заказчика было размещение двух вертолётов Sea King (англ.), из-за чего был использован корпус большего размера, чем на фрегатах типа «Нилгири».

## Конструкция
Несмотря на предложение заменить паротурбинный двигатель на газотурбинный, замена не была выполнена из-за того, что компании Bharat Heavy Electricals Limited и Hindustan Aeronautics сделали объёмные капиталовложения в производство паровых турбин и вспомогательный систем для них.
Ракетные системы и артиллерия в первоначальном варианте фрегата были полностью заимствованы у советского МРК проекта 1234.
Головной корабль был заложен в 1977 году на верфи Mazagon Dock в Бомбее. Он вошёл в строй в декабре 1983 года.

## Состав серии
| Название     | №   | Верфь             | Порт приписки | Заложен    | Спущен     | В строю    | Статус  |
| ------------ | --- | ----------------- | ------------- | ---------- | ---------- | ---------- | ------- |
| INS Godavari | F20 | Mazagon Dock Ltd. | Вишакхапатнам | 03.11.1978 | 15.05.1980 | 10.12.1983 | В строю |
| INS Ganga    | F22 | Mazagon Dock Ltd. | Вишакхапатнам | 01.01.1980 | 21.10.1981 | 30.12.1985 | В строю |
| INS Gomati   | F21 | Mazagon Dock Ltd. | Вишакхапатнам | 01.01.1981 | 19.03.1984 | 16.04.1988 | В строю |

## Модернизации
Все три корабля прошли модернизацию вооружения и средств обнаружения, которая включала установку израильских ЗРК «Барак» и новую систему управления стрельбой на базе EL/M-2221. Ракеты П-20 не были заменены более современными ПКРК.

## Фото

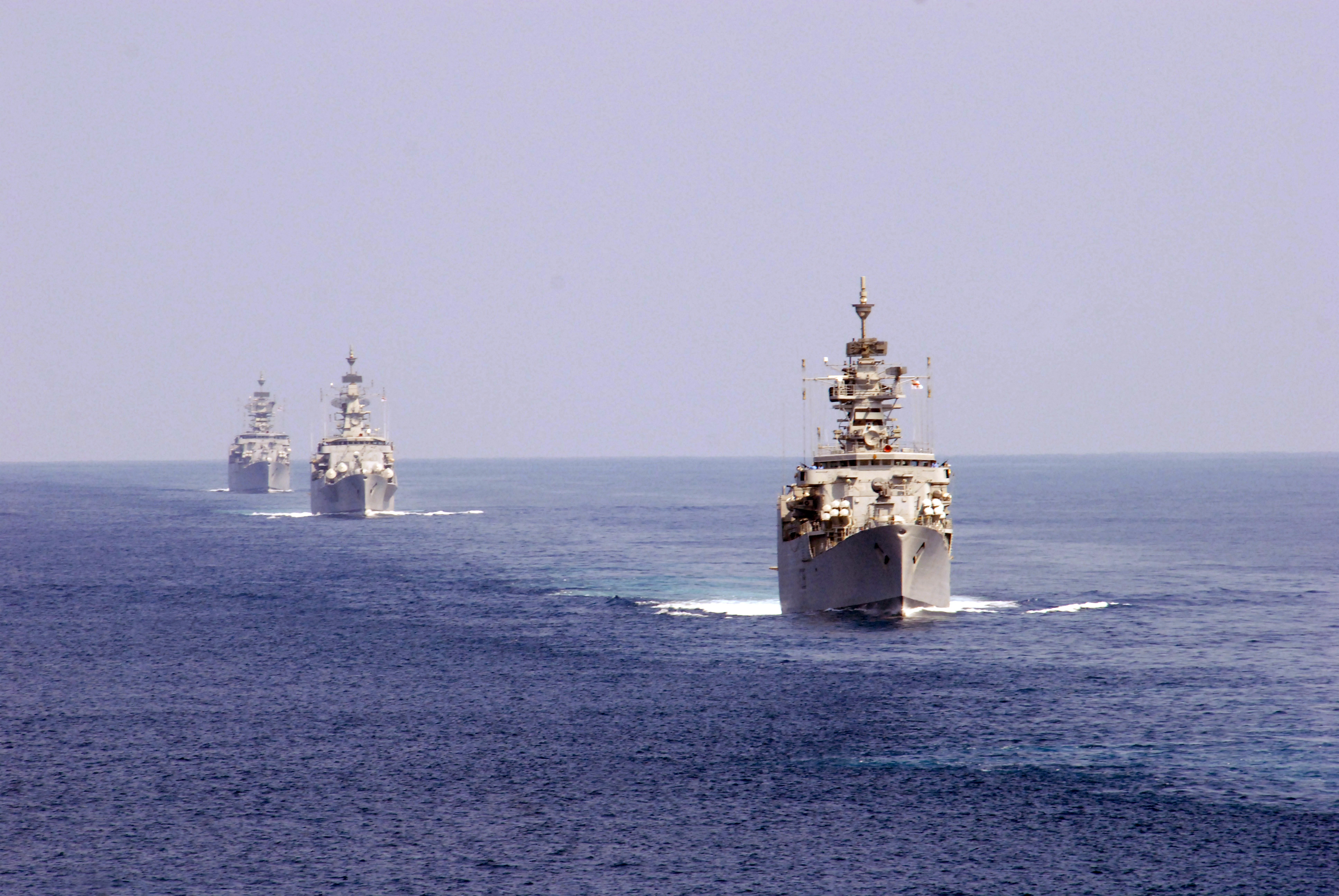
«Годавари», F31 «Брахмапутра» и F37 «Бис» во время американо-индийских учений